# Brathanki
Brathanki – polski zespół muzyczny, założony w 1998 roku, wykonujący muzykę z pogranicza folku, popu i rocka.

## Historia zespołu
Zespół powstał z inicjatywy Janusza Musa, który zaprosił do współpracy instrumentalistów, występujących m.in. z Marylą Rodowicz, Renatą Przemyk, Edytą Górniak i Justyną Steczkowską. 27 marca 2000 roku muzycy wydali debiutancki album studyjny grupy pt. Ano!, który zdobył przychylne opinie krytyków. Wydanie albumu zbiegło się w czasie z okresem dużej popularności muzyki folkowej, którą zapoczątkowali Grzegorz z Ciechowa, duet Kayah & Bregović oraz zespół Golec uOrkiestra. Płytę promowali m.in. singlami „Czerwone korale”, „Gdzie ten, który powie mi”, „Modliła się dziewczyna” i „Siebie dam po ślubie”, które stały się przebojami. Z albumem dotarli do piątego miejsca oficjalnej listy sprzedaży w Polsce, a za jego sprzedaż otrzymali certyfikat czterokrotnie platynowej płyty. 18 marca 2001 wystąpili na gali rozdania Fryderyków 2000, na której zdobyli nominacje do nagrody muzycznej w czterech kategoriach: fonograficzny debiut roku, grupa roku, piosenka roku (za „Czerwone korale”) i album roku – muzyka tradycji i źródeł (za Ano!). Kilka miesięcy po wydaniu albumu media ujawniły, że kilka piosenek z Ano! (m.in. „Czerwone Korale”) to kompozycje węgierskiego muzyka Ferenca Sebő. Zespół odparł zarzuty o plagiat, twierdząc, że był przekonany, że wykorzystuje tradycyjne melodie ludowe i nie znał nazwiska kompozytora. Sebő przyjął zaproszenie grupy do zagrania wspólnych koncertów i wziął udział w nagraniach drugiej płyty.
Na fali popularności albumu Ano! zespół 11 czerwca 2001 roku wydał album pt. Patataj, który promowali przebojem „W kinie, w Lublinie – kochaj mnie”. Z krążkiem dotarł do trzeciego miejsca listy najchętniej kupowanych płyt w Polsce i odebrali za jego sprzedaż platynową płytę. 23 kwietnia 2002 na gali rozdania Fryderyków odebrali nagrodę za wygraną w kategorii album roku etno/folk.
W 2003 roku z zespołu odeszła Halina Młynkowa. a nowymi wokalistkami zostały Anna Mikoś i Magdalena Rzemek. W nowym składzie zespół wydał album pt. Galoop, który jednak nie powtórzył sukcesu dwóch poprzednich płyt. W 2005 roku wokalistką Brathanków została Ola Chodak. W styczniu 2006 roku zespół zajął ósme miejsce z utworem „W nas ciepło wiosen” w finale programu Piosenka dla Europy 2006
W 2009 wokalistką zespołu została Agnieszka Dyk, którą pięć lat wcześniej zwyciężyła w odcinku programu Szansa na sukces z piosenkami Brathanków. Wspólnie nagrali i wydali trzy albumy: Brathanki grają Skaldów (2011), Brathanki – Kolędy (2012) i moMtyle (2014). W styczniu 2018 bez powodzenia zgłosili utwór „W niedzielę” do krajowych eliminacji do 63. Konkursu Piosenki Eurowizji.

## Skład zespołu

### Obecny skład
- Agnieszka Dyk – śpiew (od 2009)[13]
- Janusz Mus – akordeon (od 1998)
- Stefan Błaszczyński – flet (od 1998)
- Grzegorz Piętak – gitara basowa (od 1998)
- Piotr Królik – perkusja (od 1998)
- Adam Prucnal – skrzypce, instrumenty klawiszowe (od 1998)
- Wiktor Tatarek – gitara (od 2009)[14][15]

### Byli członkowie
- Hania Chowaniec-Rybka – śpiew (1998)[16]
- Halina Mlynkova – śpiew (1999–2003)
- Anna Mikoś – śpiew (2003–2004)
- Magdalena Rzemek – śpiew (2003–2005)
- Ola Chodak – śpiew (2006–2009)
- Jacek Królik – gitara (1998–2009)[17][18]

## Dyskografia

### Albumy studyjne
| 2000                           | Ano! - Data: 27 marca 2000 - Wydawca: Sony Music                  | 5  | - 4x platynowa płyta |
| 2001                           | Patataj - Data: 11 czerwca 2001 - Wydawca: Sony Music             | 3  | - platynowa płyta    |
| 2003                           | Galoop - Data: 3 listopada 2003 - Wydawca: Sony Music             | 39 |                      |
| 2011                           | Brathanki grają Skaldów - Data: 18 lipca 2011 - Wydawca: QM Music | –  |                      |
| 2012                           | Kolędy - Data: 19 grudnia 2012 - Wydawca: Sony Music              | –  |                      |
| 2014                           | moMtyle - Data: 9 czerwca 2014 - Wydawca: Polskie Radio           | –  |                      |
| „–” pozycja nie była notowana. |                                                                   |    |                      |

### Single
| Rok                            | Tytuł                               | Pozycje | Pozycje | Pozycje | Pozycje | Pozycje | Pozycje | Pozycje | Pozycje | Album                   |
| Rok                            | Tytuł                               | Polska  | Europa  | HitFm   | RMF FM  | Eska    | MTV     | VIVA    | WiR     | Album                   |
| ------------------------------ | ----------------------------------- | ------- | ------- | ------- | ------- | ------- | ------- | ------- | ------- | ----------------------- |
| 2000                           | „Czerwone korale”                   | 1       | 1       | 1       | 1       | 1       | –       | 1       | 1       | Ano!                    |
| 2000                           | „Gdzie ten, który powie mi”         | 1       | 2       | 1       | 1       | 1       | –       | 1       | 1       | Ano!                    |
| 2000                           | „Modliła się dziewczyna”            | 4       | 35      | 2       | 1       | 1       | –       | 3       | –       | Ano!                    |
| 2001                           | „Siebie dam po ślubie”              | 2       | 23      | 1       | 1       | 1       | –       | 2       | 2       | Ano!                    |
| 2001                           | „Heniek”                            | 7       | 49      | 3       | 1       | 1       | –       | –       | –       | Ano!                    |
| 2001                           | „Poszłabym za Tobą górą”            | 31      | 184     | –       | –       | 11      | –       | –       | –       | Ano!                    |
| 2001                           | „W kinie, w Lublinie – kochaj mnie” | 1       | 1       | 1       | 1       | 1       | 1       | 1       | 1       | Patataj                 |
| 2002                           | „Za wielkim morzem Ty”              | 5       | 29      | 1       | 2       | 1       | 1       | 2       | –       | Patataj                 |
| 2002                           | „W lesie, co jest blisko sadu”      | 60      | –       | –       | –       | 14      | –       | –       | 5       | Patataj                 |
| 2002                           | „Życie to nie mieć, lecz być”       | 47      | –       | –       | 13      | 2       | –       | –       | –       | Patataj                 |
| 2003                           | „Wszak być może znacznie gorzej”    | 68      | –       | –       | –       | 19      | –       | –       | –       | Patataj                 |
| 2003                           | „Gol gol gol!”                      | –       | –       | –       | –       | –       | –       | –       | 5       | singel okolicznościowy  |
| 2003                           | „Wreszcie się ustatkuj”             | 37      | –       | –       | –       | 15      | –       | –       | 2       | Galoop                  |
| 2003                           | „Serce z marcepana”                 | 33      | –       | –       | –       | 3       | –       | –       | –       | Galoop                  |
| 2003                           | „Zarumieni się Kalina”              | 55      | –       | –       | –       | –       | –       | –       | –       | Galoop                  |
| 2004                           | „Bukolika z biesiadnym stołem”      | 51      | –       | –       | –       | –       | –       | –       | –       | Galoop                  |
| 2004                           | „Pan z panem w Zakopanem”           | –       | –       | –       | –       | –       | –       | –       | 7       | Galoop                  |
| 2005                           | „W nas ciepło wiosen”               | 41      | –       | –       | –       | 8       | –       | –       | –       | Galoop (reedycja)       |
| 2011                           | „Dwudzieste szóste marzenie”        | –       | –       | –       | –       | –       | –       | –       | –       | Brathanki grają Skaldów |
| 2014                           | „Mamo, ja nie chcę za mąż”          | –       | –       | –       | –       | –       | –       | –       | –       | moMtyle                 |
| 2014                           | „Warto”                             | –       | –       | –       | –       | –       | –       | –       | –       | moMtyle                 |
| „–” pozycja nie była notowana. |                                     |         |         |         |         |         |         |         |         |                         |